# La Casa Azul
La Casa Azul is een Spaanse popgroep opgericht in 1997 door Guille Milkyway, tevens producent en songwriter van de groep. De albums worden uitgebracht door het label Elefant Records.

## Muziekstijl
Guille Milkyway heeft de groep van een zeer eigen retro-geluid voorzien, die nog het meest lijkt op een mengsel van onder andere discomuziek uit de jaren 70 en 80 (o.a. de Village People en ABBA, Amerikaanse popmuziek uit de jaren 60 (The Beach Boys) en dance uit de jaren 90, met duidelijke invloeden van de J-pop uit Japan. Vaak terugkomende thema's van de liedjes zijn vriendschap en emoties als geluk en liefde maar ook verdriet en frustratie. Een aantal liedjes worden gekenmerkt door de combinatie van vrolijke muziek met melancholische teksten.
Met deze stijl gooide de groep hoge ogen in de Spaanse voorronde van het Eurovisiesongfestival in 2008, waarin het liedje Revolución Sexual uiteindelijk derde werd.

## Bandleden
Officieel bestaat de band uit vijf leden (David, Virginia, Oscar, Clara en Sergio), die allen voorkomen in de clips van de groep maar nooit verschijnen tijdens concerten en andere liveoptredens. Deze worden door Guille Milkyway alleen gedaan, die als dj optreedt en daarbij solo de teksten zingt. Dit, gecombineerd met het feit dat de instrumenten die de vijf leden bespelen in de clips niet overeenkomen met de muziek, voeden de geruchten dat Guille Milkyway de muziek alleen maakt en de andere leden louter als vorm van performance art gebruikt. Deze vijf leden worden ook wel Androïds genoemd, wat in de clip van Revolución Sexual het duidelijkst naar voren komt.

## Discografie

### Singles
- Como Un Fan (cd, Elefant, 2005)

### Albums
- El sonido efervescente de la casa azul (10"-ep/cd, Elefant, 2000)
- Tan simple como el amor (12"-lp/cd, Elefant, 2003)
- El sonido efervescente de la casa azul (hernieuwde uitgave met bonusnummers; cd, Elefant, 2006)
- La revolución sexual (12"-lp/cd, Elefant, 2007)
- La Polinesia meridional (cd, Elefant, 2011)